# Lutherse Kerk (Vlissingen)

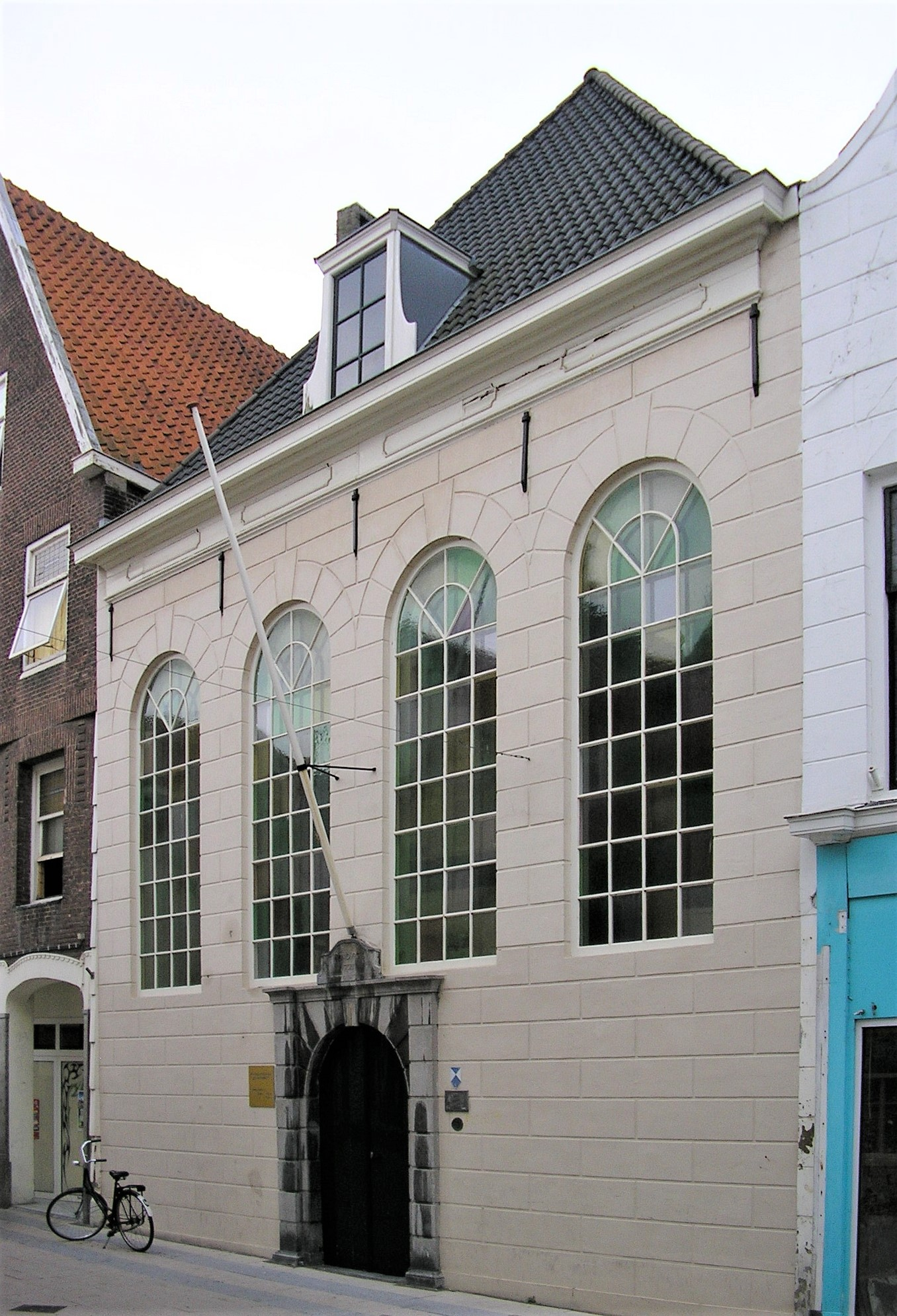
Die ehemalige Lutherse Kerk zu Vlissingen

Die Lutherse Kerk ist eine ehemalige evangelisch-lutherische Pfarrkirche zu Vlissingen in der niederländischen Provinz Zeeland. Der Sakralbau stellt eine schlichte Saalkirche dar, die in der Altstadt in der Walstraat 23 in eine Straßenfront eingefügt worden ist. Die Kirche ist als Rijksmonument eingestuft.

## Geschichte
Die lutherische Gemeinde zu Vlissingen konnte ihr eigenes Kirchengebäude 1735 weihen, und es wurde bereits 1778 erweitert, wozu Willem V. 200 Dukaten beisteuerte. 1890 zählte die Gemeinde 350 Glieder, deren Zahl jedoch beständig sank. Ab 1922 wirkte in den lutherischen Gemeinden in Vlissingen und Middelburg nur noch ein Geistlicher. Die Sturmflut von 1953 beschädigte das Gebäude schwer. 1985 feierte man noch das 250-jährige Bestehen der Gemeinde, die 1989 schließlich wegen des Mitgliederrückgangs  mit Middelburg und Sluis-Groede fusionieren musste. Die Kirche wurde an die Hersteld Apostolische Zendinggemeente von Vlissingen verkauft. Sie ist jedoch immer noch als die Lutherse Kerk bekannt.

## Orgel
Die Orgel wurde 1963 von der Orgelbaufirma Van Leeuwen erbaut. Das Schleifladen-Instrument hat Register auf einem Manualwerk (C–g3: Quintadeen 16′, Prestant 8′, Holpijp 8′, Octaaf 4′, Roerfluit 4′, Octaaf 2′, Mixtuur IV-VI). Das Pedal (C–f1) ist angehängt. Die Spiel- und Registertrakturen sind mechanisch.